# Janis (album)
Janis è una compilation di Janis Joplin pubblicata nel 1975.

## Contenuti
È un doppio album contente, nel primo disco, la colonna sonora dell'omonimo film (From the Soundtrack of the Motion Picture "Janis") comprendente brani tratti dagli album Pearl e Cheap Thrills e da due concerti del 1970 tenutisi a Toronto e a Francoforte, oltre a brevi interviste televisive, mentre, nel secondo, registrazioni dal vivo (Early Performances) provenienti da un concerto tenuto ad Austin, Texas (1963 o 1964), più quattro registrazioni provenienti da San Francisco (1965).

## Tracce

### Disco 1:Janis
1. Mercedes Benz (dall'album Pearl) (Janis Joplin, Michael McClure) – con The Full Tilt Boogie Band
2. Ball and Chain (concerto a Francoforte del 1969) (W. M. Thornton) – con The Kozmic Blues Band
3. Rap on "Try" (concerto a Toronto del 1970)
4. Try (Just a Little Bit Harder) (concerto a Toronto del 1970) (Jerry Ragovoy, C. Taylor) – con The Full Tilt Boogie Band
5. Summertime (concerto a Francoforte del 1969) (DuBose Heyward, George Gershwin) – con The Kozmic Blues Band
6. Intervista (Albert Hall, Londra, 21 aprile 1969)
7. Cry Baby (dall'album Pearl) (Jerry Ragovoy, Bert Berns) – con The Full Tilt Boogie Band
8. Move Over (dal programma Dick Cavett TV Show del 25 giugno 1970) (J. Joplin) – con The Full Tilt Boogie Band
9. Intervista (dal programma Dick Cavett TV Show del 25 giugno 1970)
10. Piece of My Heart (dall'album Cheap Thrills) (Jerry Ragovoy, Bert Berns) – con Big Brother and the Holding Company
11. Port Arthur High School Reunion (KJAC TV, Port Arthur, Texas, 13 agosto 1970)
12. Maybe (concerto a Francoforte del 1969) (Richard Barrett) – con The Kozmic Blues Band
13. Me and Bobby McGee (dall'album Pearl) (Fred Foster, Kris Kristofferson) – con The Full Tilt Boogie Band

### Disco 2:Early Performances
1. Trouble in Mind (Austin, Texas 1963 or 1964) (Richard M. Jones)
2. What Good Can Drinkin' Do (Austin, Texas 1963 or 1964) (Janis Joplin)
3. Silver Threads and Golden Needles (Austin, Texas 1963 or 1964) (J. Rhodes, D. Reynolds)
4. Mississippi River (Austin, Texas 1963 or 1964)
5. Stealin' (Austin, Texas 1963 or 1964) (L. Stock, A. Lewis)
6. No Reason For Livin' (Austin, Texas 1963 or 1964) (Janis Joplin)
7. Black Mountain Blues (1965, San Francisco) (R. Cole) – con Dick Oxtot Jazz Band
8. Walk Right In (1965, San Francisco) (Gus Cannon, H. Woods) – con Dick Oxtot Jazz Band
9. River Jordan (1965 San Francisco) – con Dick Oxtot Jazz Band
10. Mary Jane (1965 San Francisco) (Janis Joplin) – con Dick Oxtot Jazz Band
11. Kansas City Blues (Austin, Texas 1963 or 1964)) (C. Parker)
12. Daddy, Daddy, Daddy (Austin, Texas 1963 or 1964)) (Janis Joplin)
13. See See Rider (Austin, Texas 1963 or 1964) (Ma Rainey)
14. San Francisco Bay Blues (Austin, Texas 1963 or 1964)) (Jesse Fuller)
15. Winin' Boy ((Austin, Texas 1963 or 1964)) (Jelly Roll Morton)
16. Careless Love ((Austin, Texas 1963 or 1964)) (Huddie Ledbetter, Alan Lomax)
17. I'll Drown In My Own Tears ((Austin, Texas 1963 or 1964)) (Henry Glover)